# Route nationale 394 (Italie)
Pour les articles homonymes, voir Route nationale 394.
La route nationale 394 (SS 394, Strada statale 394 ou Strada statale "del Verbano Orientale") est une route nationale d'Italie, située en Lombardie, elle relie Varèse à Pino sulla Sponda del Lago Maggiore sur une longueur de 50,516 km.

## Parcours

Parcours de la SS 394.